# Parasitologie médicale
 (mars 2018).
Si vous disposez d'ouvrages ou d'articles de référence ou si vous connaissez des sites web de qualité traitant du thème abordé ici, merci de compléter l'article en donnant les références utiles à sa vérifiabilité et en les liant à la section « Notes et références ».
La parasitologie médicale est une branche de la médecine, plus spécifiquement de la biologie médicale, visant à isoler et caractériser les parasites pathogènes de l'homme.

## Liste des différentesparasitoseshumaines
On distingue deux grands embranchements des parasites ; les Protozoaires d'une part et les Métazoaires d'autre part.

### Protozoaires
On distingue quatre classes:

#### Classe des Rhizopodes intestinaux (Amibes)
- Amibiase dysentérique
- Méningo-encéphalite amibienne

#### Classe des Flagellés
Cellules présentant un ou plusieurs flagelles. Cette classe comprend quatre genres :

##### Flagellés urogénitaux
- Trichomonose urogénitale

##### Flagellés intestinaux
- Giardiose ou lambliase
- Trichomonose intestinale

##### Flagellés sanguicoles
- Maladie du sommeil ou trypanosomiase africaine
- Maladie de Chagas ou trypanosomiase américaine
- Leishmanioses

##### Flagellés non pathogènes mais devant être connus pour éviter une erreur de diagnostic
- Trichomonas tenax
- Chilomastix mesnili
- Enteromonas hominis
- Retortamonas intestinalis

#### Classe des Sporozoaires
- Malaria
- Toxoplasmose
- Coccidiose intestinale

#### Classe des Ciliés
- Balantidose

### Métazoaires

#### Helminthes (vers)

##### Plathelminthes (vers plats, non chitineux)

###### Trématodes (non segmentés)
Douves
- Distomatose intestinale du Sud-Est asiatique
- Distomatose intestinale du Nord-Est asiatique
- Distomatose intestinale du delta du Nil
- Distomatose intestinale de Java
- Distomatose intestinale de l'Inde
- Distomatose hépatique d'Extrême-Orient
- Distomatose hépatique euro-asiatique
- Distomatose hépatique cosmopolite à Fasciola
- Distomatose hépatique à petite douve
- Distomatose pulmonaire d'Extrême-Orient

Schistosomes
- Bilharziose vésicale
- Bilharziose intestinale
- Bilharziose rectosigmoïdienne africaine
- Bilharziose splénohépatique sino-japonaise

###### Cestodes (segmentés)
Les ténias
- Bothriocéphalose
- Taeniasis du bœuf
- Taeniasis du porc ou cysticercose humaine
- Taeniasis infantile des régions chaudes
- Dipylidiose
- Taeniasis intestinal accidentel
- Hydatidose
- Echinococcose alvéolaire
- Cénurose

##### Nématodes (vers rond, chitineux, non segmentés, à sexe séparé)

###### Vers ronds intestinaux
- Ascaridiose
- Oxyurose
- Trichocéphalose
- Ankylostomose
- Anguillulose
- Trichinose

###### Filaires
- Dracunculose
- Filariose lymphatique
- Filariose orientale
- Onchocercose
- Loase

###### Filaires non pathogènes mais devant être connus pour éviter une erreur de diagnostic
- Dipetalonema perstans
- Mansonella ozzardi
- Dipetalomena streptocerca

###### Syndromeslarva migrans
- Toxocarose humaine
- Méningite angiostrongylienne à éosinophiles
- Dermatite linéaire rampante

### Arthropodes

#### Arachnides
- Gale
- Fièvre récurrente mondiale
- Fièvre pourprée des Montagnes Rocheuses
- Fièvre boutonneuse méditerranéenne
- Tularémie
- Erythème automnal
- Fièvre fluviale du Japon

#### Insectes parasites ou vecteurs de parasites
- Pou du pubis ou morpion
- Pédiculoses du cuir chevelu et du corps
- Typhus exanthématique
- Récurrente à poux
- Sarcopsyllose
- Peste
- Typhus murin
- Fièvre jaune
- Dengue
- Fièvre à phlébotomes
- Maladie de Carrion

## Exemples de traitement des infections parasitaires

### Anti-amibiens
- Métronidazole

### Anti-helminthiques intestinaux

#### Nématocides
- Flubendazole
- Albendazole
- Mébendazole
- Pipérazine
- Pyrantel
- Pyrvinium embonate

#### Trématocides
- Praziquantel
- Triclabendazole

#### Cestocides
- Niclosamide
- Albendazole
- Praziquantel

### Antimalariques
- Quinine
- Méfloquine
- Chloroquine
- Proguanil
- Amodiaquine
- Halofantrine
- Artémisinine
- Doxycycline
- Atovaquone

## Exemples de tests et analyses réalisés au laboratoire de parasitologie
- Technique de Baermann
- Coloration au M.I.F
- Concentration de Bailanger